# Unificarea (Star Trek: Generația următoare)
„Unificarea” (titlu original: „Unification”) este al 7-lea  și al 8-lea episod din al cincilea sezon al serialului TV american științifico-fantastic Star Trek: Generația următoare și al 107-lea și al 108-lea episod în total. A avut premiera la 4 noiembrie 1991 și 11 noiembrie 1991.
Episodul a fost regizat de Les Landau (partea I) și Cliff Bole (partea a II-a)  după un scenariu de Jeri Taylor (partea I) și Michael Piller (partea a II-a) bazat pe o poveste de Rick Berman și Michael Piller.
A avut un rating Nielsen de 15,4, cu peste 25 de milioane de telespectatori, fiind unul dintre cele mai vizionate episoade ale seriei Star Trek: Generația următoare.

## Prezentare
Conform unor rapoarte, Spock pare să fi trecut de partea romulanilor. Picard și Data se duc pe Romulus, la bordul unei nave klingoniene camuflate, pentru a investiga.
Spock încearcă să aducă pacea între vulcanieni și romulani, dar cade într-o capcană a romulanilor.

## Actori ocazionali
- Leonard Nimoy - Spock
- Malachi Throne - Pardek
- Stephen Root - K'Vada
- Daniel Roebuck - Jaron
- Norman Large - Neral
- Joanna Miles - Perrin
- Mark Lenard - Sarek
- Graham Jarvis - Klim Dokachin
- Erick Avari - B'iJik
- Mimi Cozzens - Soup Woman
- Karen Hensel - Brackett
- Majel Barrett - Computer Voice
- Denise Crosby - Sela
- William Bastiani - Omag
- Susan Fallender - Romulan Woman
- Vidal Peterson - D'Tan
- Harriet Leider - Amarie